# Philipp Klöter
Philipp Klöter (* 27. Oktober 1891 in Worms am Rhein; † 5. September 1961 in Offenbach am Main) war ein deutscher Maler.

## Leben
Philipp Klöter wurde als Sohn des Malermeisters Philipp Klöter und seiner Ehefrau Maria, geb. Emmerich in Worms geboren.
1915 wurde Klöter zum Kriegsdienst eingezogen. An der Ostfront – in Galizien – erlitt Klöter noch im selben Jahr einen Durchschuss des linken Oberarmes. Im Juni 1916 wurde er schwerkriegsversehrt und garnisonsdienstunfähig aus der Armee entlassen. Fortan widmete sich Klöter wieder der Malerei und war als freischaffender Künstler tätig. 1920 heiratete er die gebürtige Österreicherin Anna Krystufek. Aus der Ehe gingen zwei Töchter hervor.
Klöter gehörte zu den ersten Mitgliedern des Bundes Offenbacher Künstler (BOK), der am 15. Dezember 1926 gegründet worden war. Im Jahr 1934 bezog Klöter ein Atelier in der Bachstraße und schloss sich in der Folge der Künstlerkolonie „Künstler der Bachstraße“ in Offenbach am Main an. Zu den „Bachstraßenkünstlern“ zählten unter anderem Erich Martin (1905–1977), Hans Antlitz (1902–1978), Paul Arnoul (1901–1946), Adolf Bode (1904–1970), Ludwig Plaueln (1910–1971) und Fritz Volk (1915–1988).
Klöter unternahm zahlreiche Studienreisen, die ihn nach München, an den Bodensee, nach Österreich, Italien und in die Schweiz führten. Darüber hinaus fuhr er immer wieder hinaus aufs Land.
Bevorzugt in die Wetterau und in die Rhön, um dort seine Motive direkt vor Ort aufzusuchen.
Klöter verdiente den Lebensunterhalt für sich und seine Familie nicht allein über den Verkauf seiner Bilder, sondern er erhielt darüber hinaus private und öffentliche Aufträge. Hierzu zählen Entwürfe zur Innenraumgestaltung und die Ausführung von Monumentalmalereien.
1925 gestaltete er das Proszenium und eine Seitenwand des Konzertsaals im Kurhaus zu Bad Nauheim.
Während des Zweiten Weltkrieges wurde Klöter von den Nationalsozialisten dienstverpflichtet und arbeitete als Dekorateur im Warenhaus „Kaufhof“.
Philipp Klöter verstarb 1961 im Alter von 69 Jahren. Sein Grab befindet sich auf dem Friedhof Bieber in Offenbach am Main.

## Werk
Klöter zählt zu den Vertretern des deutschen Impressionismus. Im Frühwerk gibt es eine kleine Reihe von Arbeiten, die in Stil und Motivwahl vom Japonismus inspiriert sind. Klöters Repertoire umfasst vor allem klassische Sujets wie Landschafts- und Stadtansichten, alpenländische Motive, Blumenstillleben sowie bäuerlich geprägte Szenen, in denen er die Feldarbeit als harten Lebenserwerb ungeschönt und antiheroisch darstellt. Von den Gebirgsmotiven – den Sextener Dolomiten und den Lienzer Alpen – entstanden umfangreiche Bilderzyklen, wobei Klöter Motivik und Stimmung immer wieder neu variierte und umsetzte.
Porträts wie auch biblische Motive kommen im Werk vereinzelt vor.
Bevorzugt malte Klöter in Öl und Öl-Tempera. In der Ölmalerei ist der Farbauftrag pastos, breite Farbtupfen und dicke Farbschollen, die reliefartig hervortreten, sind charakteristisch für sie, ebenso der kraftvoll-expressive Pinselstrich. Die Öl-Temperamalerei fällt im Kolorit lichter und matter aus. Ferner finden sich Gouache- und Aquarellarbeiten in Klöters Werk. Thematisch dominieren auch hier Landschafts- und Stadtansichten.

## Ausstellungen
- Teilnahme an den Jahresausstellungen des Bundes Offenbacher Künstler
- 1988 Ausstellung „Künstler der Bachstraße“, Offenbach am Main